# Bundesstraße 263
Pour les articles homonymes, voir Route 263.
La Bundesstraße 263 est une Bundesstraße du Land de Hesse.

## Historique
À l'origine, elle est la Mainzer Straße et relie la Ringstraße de Wiesbaden (B 54) à l'A 671.
De grandes parties du B 263 sont déclassées en Kreisstraße 650 à partir du 31 décembre 2014. Seule l'extension nord de 700 mètres de long de l'A 671 jusqu'à la sortie de Wiesbaden-Mainzer Straße reste la B 263.

## Source
- (de) Cet article est partiellement ou en totalité issu de l’article de Wikipédia en allemand intitulé « Bundesstraße 263 » (voir la liste des auteurs).

1. ↑  (de) « Die Bundes- und Reichsstraßen in Deutschland - Nr. 166 bis 327 » [archive du 18 février 2009], sur home.arcor.de (consulté le 16 juillet 2025)